# Organizacja Harcerska Polski Ludowej
Organizacja Harcerska Polski Ludowej, OHPL – organizacja „pseudoharcerska”, działająca od sierpnia do grudnia 1956.

## Historia
Powstała formalnie z przekształcenia Organizacji Harcerskiej Związku Młodzieży Polskiej powstałej po bezprawnej likwidacji, przez władze komunistyczne w 1949 Związku Harcerstwa Polskiego. Działała w ramach Związku Młodzieży Polskiej, posiadając dość szeroką autonomię. Przekształcona (deklaratywnie, a praktycznie częściowo włączona do ZHP) po Krajowym Zjeździe Działaczy Harcerskich. Do powstania OHPL przyczyniły się dwa dokumenty – przyjęte w styczniu 1956 Zasady działalności Organizacji Harcerskiej, diametralnie zmieniające oblicze harcerstwa, oraz uchwalony 3 maja tegoż roku projekt nowej struktury OHPL, który formalnie wyodrębnił Organizację Harcerską ze struktur ZMP. Nadal jednak ZMP miał bardzo duży wpływ na jej działalność.

### Przemiany i autonomizacja
W dniach 25 maja–9 czerwca 1956 została zwołana konferencja programowa (tzw. konferencja majowo-czerwcowa) działaczy "harcerskich i pedagogicznych", na której wypracowano program, zręby systemu metodycznego i zarys autonomicznej Organizacji, a 14 czerwca 1956 idea względnie samodzielnej OHPL uzyskuje aprobatę Biura Politycznego KC PZPR, które uznało za celowe utworzenie autonomicznej organizacji harcerskiej, której centralne władze w postaci Komendy Głównej lub Rady Głównej powołane zostaną przez plenum ZG ZMP. Biuro uznało też za słuszne podwyższenie "wieku harcerskiego" do lat szesnastu.
Kolejnym kamieniem milowym w rozwoju OHPL było III Plenum ZG ZMP (18-23 lipca tegoż roku), na którym podjęto uchwałę O głównych kierunkach dalszego rozwoju Organizacji Harcerskiej realizującą większość postulatów konferencji majowo-czerwcowej. Plenum postanowiło od września wprowadzić sprawności, a w przyszłości też i stopnie. Plenum powołało też kierownictwa Komendy Głównej i Rady Głównej OHPL.
We wrześniu ukazał się Regulamin Organizacji Harcerskiej Polski Ludowej, który normował wewnętrzną strukturę "drużyny harcerskiej" i "zastępu zuchowego", a także "Regulamin Munduru Harcerskiego". Zgodnie z jego założeniami, chłopcy mieli nosić mundury zielone, a dziewczęta szare. Wciąż wszyscy członkowie OHPL byli zobowiązani do noszenia czerwonych chust, spod nakazu wyjęto jednak zuchy (noszące chusty granatowe). Absolutną nowością (w OHPL) była możliwość wydawania rozkazów przez komendy. Pion zuchowy ponadto wzbogacił się m.in. o kilkanaście sprawności zuchowych (mających stanowić podstawę do pracy w najbliższym czasie), przyjętych przez konferencję programową instruktorów zuchowych w Warszawie. Dnia 13 października 1956 Komenda Główna zatwierdza odznakę zuchową – Znaczek Zucha.

### Dążenia do niezależności OHPL. Reaktywacja ZHP
Wewnątrz OHPL coraz bardziej popularna stawała się idea powrotu do pełnej niezależności "ruchu harcerskiego". Zyskała ona wyraz poprzez rezolucję uchwaloną 9 listopada 1956 przez członków komend wojewódzkich i Komendy Głównej. Zakładała powstanie samodzielnej organizacji i miała być podstawą programową "odnowy harcerstwa". Postanowiono w niej rozszerzyć skład zespołu Komendy Głównej, zapraszając do wspólnej pracy ludzi o wysokich wartościach ideowych i moralnych, posiadających autorytet w społeczeństwie i doświadczenie w pracy harcerskiej. Kierownictwo natychmiast przystąpiło do rozmów z ludźmi spoza OHPL m.in. Aleksandrem Kamińskim.
Cztery dni po rezolucji, 14 listopada, doszło do spotkania kierownictwa Komendy Głównej z przedstawicielami dawnej starszyzny ZHP, na którym omawiano zasady odbudowy harcerstwa i warunki wejścia dawnych instruktorów do kierownictwa, a 22 listopada 1956 zawiązano Komitet Organizacyjny Harcerstwa, w skład którego weszli także dawni działacze ZHP. Ze względu na rozbieżności intencji, zrezygnowali oni z udziału w jej pracach już po ośmiu dniach.
Proces wyodrębniania się struktur OHPL został uwieńczony "ogólnopolską naradą działaczy harcerskich" zwołaną na 8 grudnia 1956. Wśród przyczyn jej zwołania były działania środowisk harcerskich, uwieńczone 4 grudnia 1956 reaktywowaniem w Krakowie Związku Harcerstwa Polskiego.

Narada działaczy OHPL po zaproszeniu na nią trzech grup harcerzy i instruktorów ("grupa Kamińskiego", "grupa warszawska" oraz oficjalna reprezentacja Chorągwi Krakowskiej ZHP), w wyniku zawartego kompromisu, przekształciła się w Krajowy Zjazd Działaczy Harcerskich, obradujący do 10 grudnia 1956. Uchwalił on m.in.  Uchwałę w prawie organizacyjnych podstaw działania, która stwierdzała: 

Z uwagi na pełne usamodzielnienie i przekształcenie się Organizacji Harcerskiej Polski Ludowej we wspólny związek dzieci, młodzieży i instruktorów pracujących w oparciu o metody harcerskie, przywraca się tradycyjną nazwę: Związek Harcerstwa Polskiego

Uchwała miała charakter stricte estetyczny, a właściwie to nawet mylący, gdyż de iure Związek Harcerstwa Polskiego istniał nieprzerwanie przez cały czas, a jego „likwidacja” (a w praktyce wchłonięcie przez ZMP) z 1949 nie miała żadnych podstaw prawnych. Figurował nadal w rejestrach państwowych, z obowiązującym przedwojennym statutem, zaś niektóre jego struktury wznowiły działalność już na kilka dni przed tą uchwałą (Chorągiew Krakowska ZHP).

## Główni działacze
Główni działacze władz OHPL, którzy do lat siedemdziesiątych w różnym czasie kierowali ZHP: Janina Balcerzak, Zofia Zakrzewska, Wiktoria Dewitz, Jerzy Majka, Jerzy Żołnierkiewicz, Stanisław Bohdanowicz, Władysław Pancerz, Marek Wardęcki, Jan Kinast, Roman Muranyi.